# American Lesion
American Lesion is het eerste solo-album van de songwriter en vocalist van Bad Religion, Greg Graffin. Net als het album Into the Unknown is het een grote mijlpaal voor Greg. 
De songteksten van Bad Religion, die hij ook schrijft, gaan vooral over wereldproblemen zoals globalisatie en vervuiling. Nummers op dit album gaan meer over persoonlijke zaken van Greg, zoals de scheiding waar hij in die tijd in zat. Dit maakt het album erg sentimenteel.
Alle nummers van dit album zijn geschreven, gespeeld en gezongen door Greg Graffin.
Het zesde nummer van het album, Cease, is oorspronkelijk geschreven door Greg voor Bad Religion, en uitgegeven op het album The Gray Race. Het nummer op dit album is in plaats van snelle punkrock muziek gebaseerd op rustige piano, gespeeld door Greg. De tekst is precies hetzelfde.

## Tracks listing
1. "Opinion"  – 3:12
2. "Fate's Cruel Hand"  – 4:43
3. "Predicament"  – 3:11
4. "The Fault Line"  – 3:03
5. "When I Fail"  – 3:36
6. "Cease"  – 4:32
7. "Maybe She Will"  – 4:27
8. "The Elements"  – 3:47
9. "In the Mirror"  – 2:41
10. "Back to Earth"  – 4:08